# Thomas Wyatt
Sir Thomas Wyatt (Allington Castle, 1503 – 11 ottobre 1542) è stato un poeta e diplomatico inglese.
La sua importanza per la letteratura rinascimentale inglese è fondamentale: è Wyatt a introdurre in Inghilterra la lirica petrarchesca e ad aprire – con l'importazione della forma sonetto – la strada alla grande sonettistica di fine Cinquecento, che toccherà il suo apice in autori come Spenser e Shakespeare.

## Biografia
Nato nel Kent nel 1503 e studente all'università di Cambridge, dopo gli studi trascorre gran parte della vita a viaggiare per l'Europa, scoprendo e approfondendo le poetiche umaniste e conoscendo in Italia la poesia di Petrarca, nonché acquisendo grandi doti di traduttore e interprete.
Si vociferò di una sua relazione con Anna Bolena. A sostenerlo fu George Wyatt – nipote del poeta – che espresse in alcuni suoi scritti la convinzione su come diversi sonetti, fra i più appassionati del noto poeta, presero ispirazione proprio dalla loro relazione, sostenendo anche che la donna protagonista del sonetto Whoso list to hunt (traduzione e rilettura del sonetto petrarchesco Una candida cerva sopra l'erba) fosse proprio la Bolena, qui descritta come irraggiungibile e appartenente al re:
(Whoso list to hunt tradotto da Thomas Wyatt e il sonetto originale Una candida cerva sopra l'erba di Francesco Petrarca, tratto dal suo Canzoniere.)
Nel 1520 Thomas Wyatt sposò Elizabeth Brooke anche se, a detta di molti, fu una scelta forzata. Nel 1525 Wyatt accusò sua moglie di adulterio e si separò da lei; fu proprio in quel periodo che il suo interesse per Anna sembrò essersi intensificato.
Fece esperienza dell'incarcerazione nella Torre di Londra ben due volte: nel 1536 con l'accusa di essere stato un amante di Anna Bolena, nel frattempo diventata regina, ma venne poi rilasciato probabilmente grazie alla sua amicizia (e a quella della sua famiglia) col primo ministro Thomas Cromwell, e nel 1541, quest'ultima con la grave accusa di alto tradimento; ma l'intervento di Enrico VIII gli garantì la grazia.
Morì nel 1542 all'età di 39 anni.

## Poesia
Nella sua attività poetica hanno centralità le traduzioni dai Rerum vulgarium fragmenta del Petrarca: non si tratta di mere trasposizioni dalla lingua italiana a quella inglese, bensì di interpretazioni, che hanno in questo la loro grandezza. Come testimonia uno dei sonetti più celebri, Whoso list to hunt, traduzione e rilettura di Una candida cerva sopra l'erba, il testo di Wyatt è profondamente diverso.
Anche dal punto di vista metrico, il sonetto inglese comincia subito ad avere una forma autonoma già nel suo primo utilizzatore: allo schema metrico standard abba abba cde cde Wyatt introduce un'importante variazione, che andrà assumendo sempre maggiore rilievo soprattutto nei Sonnets di Shakespeare: il distico finale, che nello schema wyattiano si presenta così: abba abba cd dc ee.